# Nariz
Nariz ist ein Ort und eine ehemalige Gemeinde (Freguesia) im portugiesischen Kreis Aveiro. In der Gemeinde lebten 1421 Einwohner (Stand 30. Juni 2011).
Am 29. September 2013 wurden die Gemeinden Nariz, Requeixo und Nossa Senhora de Fátima zur neuen Gemeinde Requeixo, Nossa Senhora de Fátima e Nariz zusammengefasst.